# Paul McCartney Live in Los Angeles
Albums de Paul McCartney
Good Evening New York City
(2009) Ocean's Kingdom
(2011)
Albums live de Paul McCartney
Good Evening New York City
(2009) Amoeba Gig
(2019)
Paul McCartney Live in Los Angeles est un album live de Paul McCartney sorti en janvier 2010. Il s'agit d'un enregistrement produit lors d'un concert intimiste au Amoeba Music Store de Hollywood en 2007. Les enregistrements avaient déjà été en partie diffusés sur l'EP américain Amoeba's Secret en 2007, et sur mini CD en 2009.
Pourvue principalement de chansons classiques des Beatles et de la carrière solo de l'artiste, la sélection est surtout marquée par la présence d'une version de Here Today, hommage à John Lennon que le chanteur interprète d'une voix pleine de sanglots.
L'album n'est publié qu'au Royaume-Uni et en Irlande, et hors des circuits commerciaux. Il est en effet vendu avec les journaux Mail on Sunday et Irish Daily Mail le 17 janvier 2010. Cependant, sa diffusion est particulièrement accrue par la facilité d'accès offerte par Internet.
Le 16 novembre 2012, une version augmentée de deux titres est offerte en téléchargement aux membres premium du site web du musicien. En juillet 2019, le concert complet a été publié sous le titre Amoeba Gig.

## Liste des chansons
Les quatre morceaux présents sur le EP Amoeba's Secret sont marqués d'une astérisque.
| 1.    | Drive My Car              | Lennon, McCartney          | 2:33 |
| 2.    | Only Mama Knows*          | McCartney                  | 3:54 |
| 3.    | Dance Tonight             | McCartney                  | 3:09 |
| 4.    | C Moon*                   | McCartney, Linda McCartney | 3:22 |
| 5.    | That Was Me*              | McCartney                  | 3:02 |
| 6.    | Blackbird                 | Lennon, McCartney          | 2:37 |
| 7.    | Here Today                | McCartney                  | 2:38 |
| 8.    | Back in the U.S.S.R.      | Lennon, McCartney          | 2:59 |
| 9.    | Get Back                  | Lennon, McCartney          | 3:53 |
| 10.   | Hey Jude                  | Lennon, McCartney          | 7:08 |
| 11.   | Lady Madonna              | Lennon, McCartney          | 3:12 |
| 12.   | I Saw Her Standing There* | Lennon, McCartney          | 3:25 |
| 42:02 |                           |                            |      |

Bonus de l'édition en téléchargement Live in Los Angeles – The Extended Set. Les nouveaux titres sont placés aux positions 9 et 10, les autres chansons décalées.

- Nod Your Head (McCartney - 1:20)
- House of Wax (McCartney - 5:08)

## Musiciens
- Paul McCartney - Chant, basse, guitare acoustique, piano
- Rusty Anderson - Guitare solo
- Brian Ray - Guitare rythmique, basse
- David Arch - Claviers
- Abe Laboriel Jr. - Batterie